# Test de convergència
En matemàtiques, els tests de convergència són mètodes per avaluar la convergència, la convergència condicional, la convergència absoluta, l'interval de convergència o la divergència d'una sèrie infinita.

## Llista de tests
- Límit del sumand. Si el límit del sumand és indefinit o diferent de zero, és a dir, {\displaystyle \lim _{n\to \infty }a_{n}\neq 0}, aleshores la sèrie divergeix. En aquest sentit, les sumes parcials són seqüències de Cauchy si i només si aquest límit existeix i és igual a zero. El test no és concloent si el límit del sumand és zero.
- Criteri de d'Alembert. Suposem que existeix {\displaystyle r} tal que

{\displaystyle \lim _{n\to \infty }\left|{\frac {a_{n+1}}{a_{n}}}\right|=r.}
Si r < 1, aleshores la sèrie convergeix. Si r > 1, aleshores la sèrie divergeix. Si r = 1, el test no és concloent, i la sèrie pot convergir o divergir.
- Criteri de l'arrel de Cauchy. Definim r com:

{\displaystyle r=\limsup _{n\to \infty }{\sqrt[{n}]{|a_{n}|}},}
on "lim sup" denota el límit superior (possiblement ∞; si el límit existeix és el mateix valor).
Si r < 1, aleshores la sèrie convergeix. Si r > 1, aleshores la sèrie divergeix. Si r = 1, el test no és concloent, i la sèrie pot convergir o divergir.
- Test de la integral (o criteri de la integral de Cauchy). La sèrie es pot comparar a una integral per establir-ne la convergència o divergència. Sigui {\displaystyle f:[1,\infty )\to \mathbb {R} _{+}} una funció positiva i monòtona decreixent tal que {\displaystyle f(n)=a_{n}}. Si

{\displaystyle \int _{1}^{\infty }f(x)\,dx=\lim _{t\to \infty }\int _{1}^{t}f(x)\,dx<\infty ,}
aleshores la sèrie convergeix. Però si la integral divergeix, aleshores la sèrie també ho fa. Dit d'una altra manera, la sèrie convergeix si i només si la integral convergeix.
- Test de comparació directa. Si la sèrie {\displaystyle \sum _{n=1}^{\infty }b_{n}} és absolutament convergent i {\displaystyle |a_{n}|\leq |b_{n}|} per a n prou gran, aleshores la sèrie {\displaystyle \sum _{n=1}^{\infty }a_{n}} convergeix absolutament.
- Test de comparació de límits. Si {\displaystyle \left\{a_{n}\right\},\left\{b_{n}\right\}>0}, i el límit {\displaystyle \lim _{n\to \infty }{\frac {a_{n}}{b_{n}}}} existeix i és diferent de zero, aleshores {\displaystyle \sum _{n=1}^{\infty }a_{n}} convergeix si i només si {\displaystyle \sum _{n=1}^{\infty }b_{n}} convergeix.

- Test de condensació de Cauchy. Sigui {\displaystyle \left\{a_{n}\right\}} una seqüència positiva no creixent. Aleshores la suma {\displaystyle A=\sum _{n=1}^{\infty }a_{n}} convergeix si i només si la suma {\displaystyle A^{*}=\sum _{n=0}^{\infty }2^{n}a_{2^{n}}} convergeix. A més, si convergeixen, aleshores {\displaystyle A\leq A^{*}\leq 2A}.
- Test d'Abel.Suposant que les següents condicions es compleixen:

1. {\displaystyle \sum a_{n}} és una sèrie convergent,
2. {\displaystyle b_{n}} és una successió monòtona i limitada

Llavors {\displaystyle \sum a_{n}b_{n}} és també convergent. Noti's que aquest criteri és especialment peritnent i útil en el cas que {\displaystyle \sum a_{n}} sigui una successió convergent no absoluta (llegeixi's condicional). Pel cas en què sigui absolutament convergent, tot i aplicar-se, és gairebé un corol·lari evident.
- Test per a sèries alternades (Criteri de Leibniz)
- Per a alguns tipus concrets de sèries hi ha tests de convergència més especialitzats; per exemple, per a les sèries de Fourier hi ha el test de Dini.